# I-dle
I-dle (кор. 아이들, Aideul, яп. ジー アイドゥル, стилізується маюскулом, раніше (G)I-dle) — південнокорейський дівочий гурт, сформований в 2018 році компанією CUBE Entertainment. Гурт складається з п'яти учасниць: Сойон, Мійон, Мінні, Юці та Шухуа. Гурт складався з шести учасниць, допоки Суджін не покинула його у 2021 році. Дебют I-DLE відбувся 2 травня 2018 року з мініальбомом I Am.
ЗМІ назвали I-DLE «монстрами-новачками» 2018 року. Також гурт вважається однією з найуспішніших південнокорейських дівочих гуртів, з тих, що не належать «Великій трійці» корейських звукозаписувальних лейблів. Загалом публіка знає гурт завдяки стабільно високим вокальним та танцювальним навичкам учасниць. За винятком дебютного альбому, учасниці беруть активну участь у написанні текстів пісень. Завдяки оригінальним концептам та яскравому звучанню шанувальники стверджують, що I-DLE — це окремий жанр.

## Назва та фандом
В інтерв'ю The Star лідерка гурту Чон Сойон розповіла, що назва «Idle» («아이들») спала їй на думку, коли вона складала «Idle Song». Вона надіслала свою пропозицію в компанію, і там ця назва була остаточно затверджена.
Ця назва отримала неоднозначну реакцію як у Південній Кореї, так і за кордоном, у зв'язку з тим, що «아이들» («айдиль») означає «діти», а слово «idle» англійською означає когось, хто уникає роботи. Тому гурт був перейменований в I-DLE, де «I» в назві «I-DLE» позначає індивідуальність, а «Dle» — множину (корейскою — «들» («диль») — закінчення множини). Таким чином, нова назва розшифровується як об'єднання шести унікальних особистостей (множина «І»). При написанні назви гурту додавався префікс (G/여자), проте, у 2025 році він був прибраний зі самої назви. (Через те, що назва «I-dle» звучала як «Idle» (아이들; «айдиль»).
Офіційна назва фандому — Neverland[джерело?]. Вона пов'язана з назвою вигаданої країни Неверленд з книжок шотландського письменника сера Джеймса Баррі. У цій країні діти ніколи не дорослішають. Так само учасниці гурту мають залишалися незмінними разом зі своїми фанатами у цій чарівній країні. Цю назву було оприлюднено 29 жовтня 2018 року.

## Кар'єра

### Предебют
У 2015 році Сойон була обрана, щоб  представляти Cube Entertainment на реаліті-шоу Produce 101. Вона стала однією з найпопулярніших учасниць, проте у фінальному підсумку вона посіла 20 місце, а тому не дебютувала у проєктному жіночому гурті I.O.I. Також Сойон брала участь у третьому сезоні шоу Unpretty Rapstar, де посіла друге місце. Пізніше вона дебютувала як сольна виконавиця, випустивши сингли «Jelly» та «Idle Song».
Мійон — найстарша з учасниць, — протягом п'яти років (з 2010 по 2015) була трейні YG Entertainment. Суджин — колишня трейні DN Entertainment. Вона мала дебютувати у жіночому груті VIVIDIVA, але покинула її до офіційного дебюту. Її сценічним ім'ям було N.Na. Мінні, Юці та Шухуа з'являлися в рекламі для бренду Rising Star Cosmetic у червні 2017 року. Шухуа знімалася у відеокліпі 10 cm «Pet» у вересні 2017 року. Мінні брала участь в альбомі Dance Party Line Friends, який вийшов у листопаді. З квітня 2018 вони з Мійон випустили серію каверів на YouTube-каналі Dingo Music. Юці з'являлася на тому ж каналі у невеликому ролику.
22 березня 2018 року Cube Entertainment анонсував дебют Сойон у новому жіночому гурті. 5 квітня було оголошено його назву — I-DLE. З 8 квітня розпочалася публікація індивідуальних тизерів майбутніх учасниць. Вони стали першим жіночим гуртом Cube Entertainment з часів дебюту CLC у 2015 році та другим — від дебюту 4minute у 2009 році.

### 2018: Дебют зI Amта зростання популярності
I-dle офіційно дебютували 2 травня з мініальбомом I Am та синглом «Latata». Того ж дня відбувся у Blue Square iMarket Hall відбувся дебютний шоукей. Наступного дня гурт вперше виступив на телешоу — M Countdown.
Менше, ніж за два дні сумарна кількість переглядів «Latata» (на каналі 1theK та офіційному каналу Cube) перевищила 2 мільйони. Мініальбом дебютував на 13 місці в Gaon Albums Chart. I Am також дебютував на сьомій позиції, а потім досяг п'ятого рядка в Billboard World Albums Chart. «Latata» дебютував на 35 місці в цифровому чарті синглів. 22 травня, через 20 днів після дебюту I-dle, здобули перемогу на The Show. 24 травня гурт здобув нагороду M! Countdown, а 29 — The Show. Через місяць після дебюту I-dle потрапили 36 позицію Billboard Social 50. 8 червня колектив посів 1-ше місце у списку репутації бренду жіночих гуртів, індекс склав понад 10 мільйонів. 63,55 % думок були позитивними. На щорічній премії Korea Brand Awards вони здобули перемогу у категорії «Найкращий жіночий новачок року».
14 серпня вийшов перший цифровий сингл «Hann» та музичне відео до нього. За добу кліп набрав 4,9 мільйонів переглядів на YouTube. «Hann» очолив корейські музичні чарти, включаючи Bugs, Genie та Olleh Music 16 серпня, і досяг нового піку у світовому чарті продажів цифрових пісень Billboard, де вони дебютували на № 2. 29 серпня гурт здобув перемогу у музичному шоу Show Champion. У вересні гурт вперше виступив на KCON у Таїланді.
У листопаді Riot Games випустили пісню під назвою «Pop/Stars», в якій Сойон і Мійон разом з американськими співачками Медісон Бір та Джейрою Бьорнс дебютували у складі віртуального жіночого гурту K/DA. Сойон та Мійон озвучили персонажок Акалі та Арі. Також вони разом із Бір та Бьорнс виконали «Pop/Stars» на чемпіонаті світу з League of Legends.Сингл посів перше місце у Billboard's World Digital Sales.
Наприкінці 2018 року I-dle отримали кілька нагород для великих корейських музичних шоу в кінці року, включаючи Asia Artist Awards, Gaon Chart Music Awards, Genie Music Awards, Golden Disk Awards, Korea Popular Music Awards та Melon Music Awards.

### 2019:I Made, японський дебют та участь уQueendom

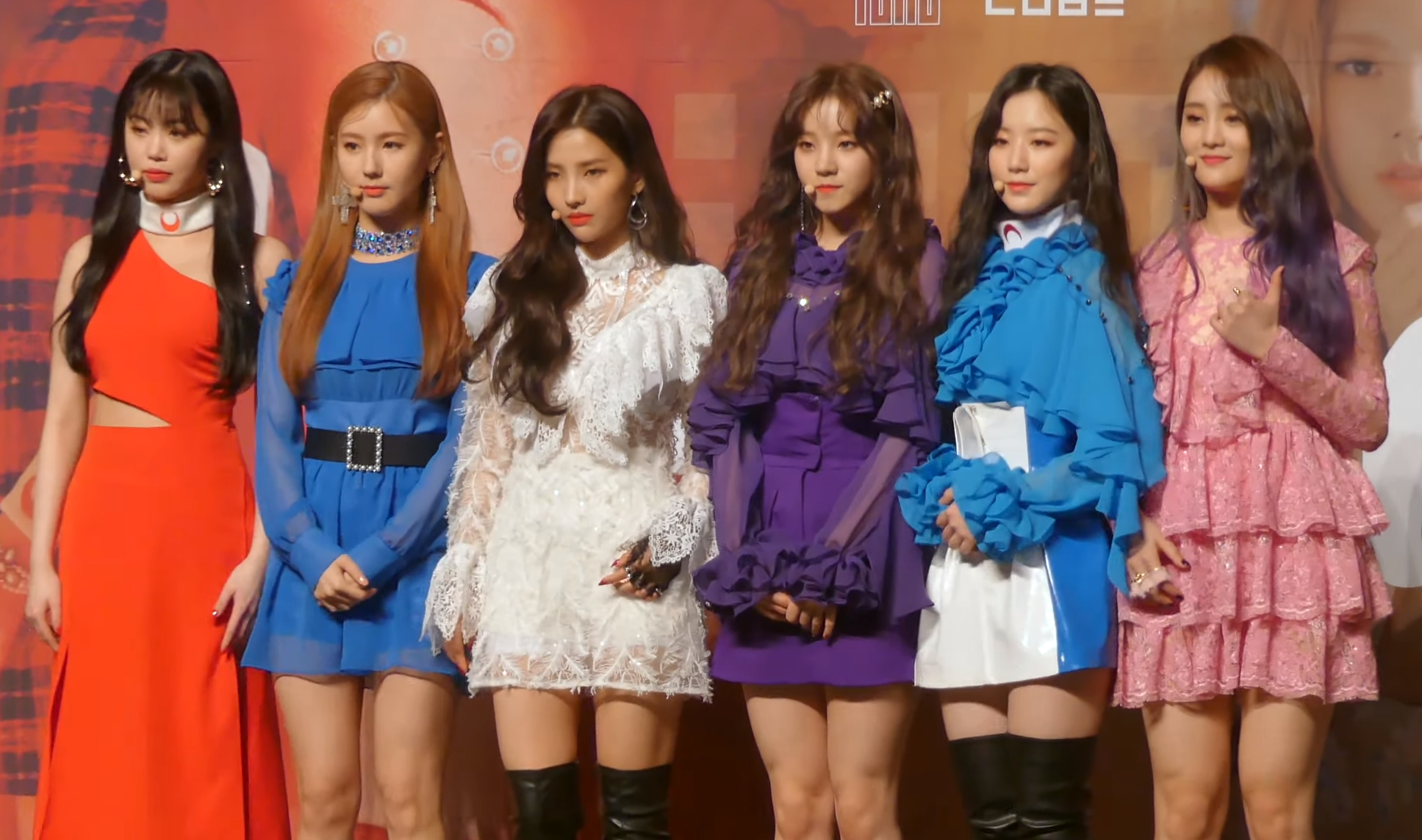
I-dle на шоукейсі на честь виходу другого мініальбому I Made, лютий 2019 року

26 лютого 2019 року відбувся реліз другого мініальбому I Made із головною піснею «Senorita».
26 червня відбувся реліз другого цифрового синглу «Uh-Oh». Композиція потрапила до топ-50 NetEase Cloud Music China за першу половину 2019 року, що робить їх єдиним кей-поп гуртом, який потрапив до цього чарту.
У липні I-dle провели свій перший виступ у США. Ц відбулося під час фестивалю KCON у Нью-Йорку.
31 липня гурт дебютував у Японії з мініальбомом LATATA. Вони провели концерт у Mainabi Blitz Akasaka 23 липня.
Починаючи із серпня, I-dle брали участь у шоу на виживання Queendom. I-dle посіли на шоу третє місце. «Lion» — пісня яку було записано для Queendom, став так званим «сплячим хітом» який час від часу повертався до різних музичних чартів. Музичне відео для нього вийшло 4 листопада. Усього за два дні відео переглянули понад 5 мільйонів разів. Пісня дебютувала на 13 рядку на світових продажах цифрових пісень і досягла піку на 5 рядку. Одночасно сингл піднявся з 85 до 19 рядка на цифровій діаграмі Gaon і очолював чарт китайського чарту QQ Music протягом двох тижнів поспіль. 21 грудня I-dle виконали свої хітові сингли на різдвяній та новорічній вечірці 2020 року в Тайнані, Тайвань.

### 2020:I Trust, онлайн концерт,Oh My Godта «Dumdi Dumdi»
28 січня 2020 року гурт оголосив про своє перше світове турне I-Land: Who Am I, у рамках якого концерти мали відбутися у 32 містах в усьому світі. Пізніше було оголошено, що концерт у Бангкоку був відкладений у зв'язку зі спалахом коронавірусу.
28 березня I-dle взяли участь у благодійному онлайн-концерті Twitch Stream Aid 2020, метою якого був збір коштів для допомоги у зв'язку з пандемією COVID-19. Вони стали першим корейським жіночим гуртом, який взяв участь у цьому заході.
6 квітня I-dle випустили третій мініальбом I Trust із головною композицією «Oh my god». Також він містив англомовну версію цього треку. У зв'язку з випуском I Trust I-dle підписали контракт із Republic Records, щоб просуватися на американському ринку. За три дні було продано 100 000 фізичних цього альбому. I Trust дебютував на вершині альбомного чарту Gaon, ставши альбомом номер один у Південній Кореї, і опинився на 4-ій позиції чарту Billboard World Albums, а також очолив чарт альбомів iTunes у 62 країнах світу. Кліп на пісню «Oh my god» побив їхній особистий рекорд, зібравши 17 мільйонів переглядів протягом першого дня і виграв нагороду BreakTudo 2020 як найкраще світове музичне відео (International Music Video). З піснею «Oh my god» гурт загалом отримав 14 перемог на корейських музичних шоу.
15 травня I-dle випустили офіційну англійську версію своєї дебютної пісні «Latata». 31 травня гурт оголосив, що приєднається до складу з 32 артистів на фестивалі KCON: TACT 2020 Summer.
5 липня I-dle провели онлайн-концерт «I-dle Online Concert „I-Land: Who Am I“», який зібрав близько 11 тис. глядачів.
3 серпня I-dle випустили перший сингл-альбом Dumdi Dumdi з однойменним головним синглом. Сингл «Dumdi Dumdi» дебютував під номерами 27 та 15 у, відповідно, цифровому чарті Gaon та світовому чарті продажів цифрових пісень Billboard у США, а потім досяг піку під номерами 8 та 13. У iTunes пісня посіла перше місце у 42 регіонах світу. Музичне відео для синглу зібрало понад 17,6 мільйонів переглядів за один день, побивши їхній попередній рекорд із «Oh My God». Під час промоцій гурт протягом двох тижнів поспіль завойовува нагороди музичних шоу.
26 серпня відбувся реліз другого японського мініальбому Oh My God що містив японські версії головних пісень попередніх альбомів та оригінальним японським треком під назвою «Tung Tung (Empty)», який написала Мінні.
27 серпня Сойон і Мійон повторили знову озвучили персонажок Акалі та Арі в K/DA — для пісні «The Baddest». У її запису також взяли участь американські співачки Беа Міллер та Wolftyla. 28 жовтня у рамках K/DA, у складі якого цього разу були Медісон Бір і Джейрой Бьорнс та китайська співачка Лексі Лю, вийшов трек «More». Обидві пісні посіли перше місце в чарті Billboard World Digital Song Sales і були включені до першого мініальбому K/DA All Out.

### 2021—2022:I Burn, «Last Dance», соло-діяльність, Суджін покидає гурт,I Never Die
1 січня гурт випустив свій четвертий мініальбом I Burn з головним треком «Hwaa». Альбом дебютував на 1-му місці в щоденному альбомному чарті Gaon. Альбом потрапив у чарти кращих альбомів iTunes 51 країни. Вперше з моменту дебюту гурту всі пісні цілого альбому потрапили до чарту Melon. Пісня очолила корейські чарти і досягла комерційного успіху в чартах Billboard, досягнувши 5-го місця у K-pop Hot 100 та 8-го місця у світових цифрових піснях. Пісня також очолювала чарт NetEase Music у реальному часі та щотижневий чарт K-Pop протягом двох тижнів поспіль з моменту її випуску. Крім того, «Hwaa» здобула 10 перемог у музичних шоу. Пісня також отримала потрійну корону.
27 січня I-dle випустили англійську та китайську версії «Hwaa». Авторкою китайської версії стала Юці. 5 лютого I-dle випустили ремікс-версію «Hwaa» Дмитра Вегаса та Лайка Майка. Це була перша співпраця гурту з іноземними артистами.
4 березня було оголошено, що Суджін тимчасово припинить всю свою діяльність після звинувачень у булінгу з боку колишніх однокласників.
29 квітня I-dle разом з Universe випустили пісню «Last Dance» у складі з 5 осіб, без Суджін. Сингл посів 142-е місце у цифровому чарті Gaon і 16-е місце у чарті продажів Billboard World Digital Songs.
17 січня I-dle уперше виступили у складі гурту з п'яти осіб у рамках виставки Expo 2020 у Дубаї у день Південної Кореї.
14 березня 2022 року відбувся реліз першого повноформатного альбому гурту I Never Die з головним треком «Tomboy». Цей реліз закріпив їхню діяльність як квінтету.
27 квітня Мійон видала свій сольний мініальбом My.

## Учасниці

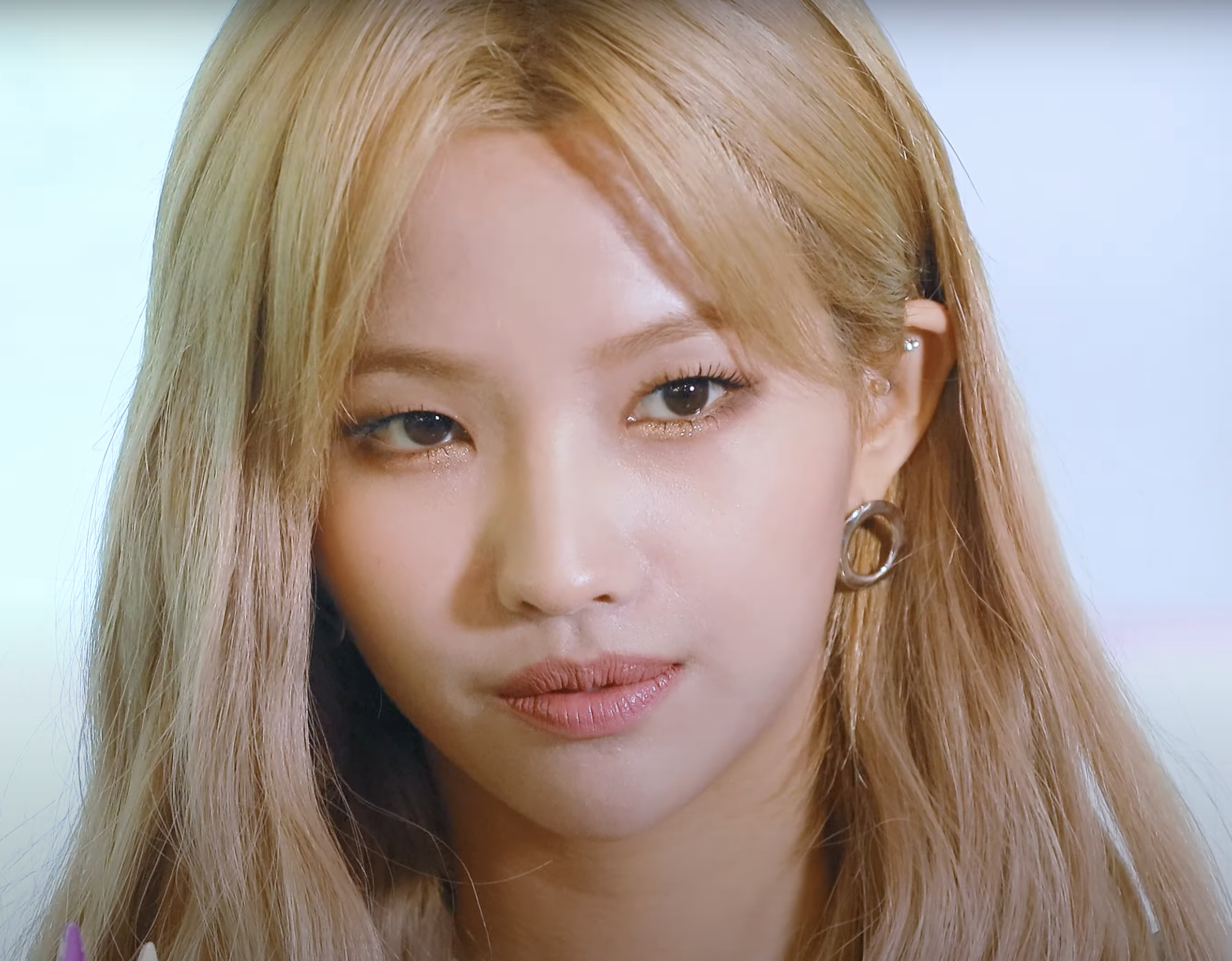
Сойон
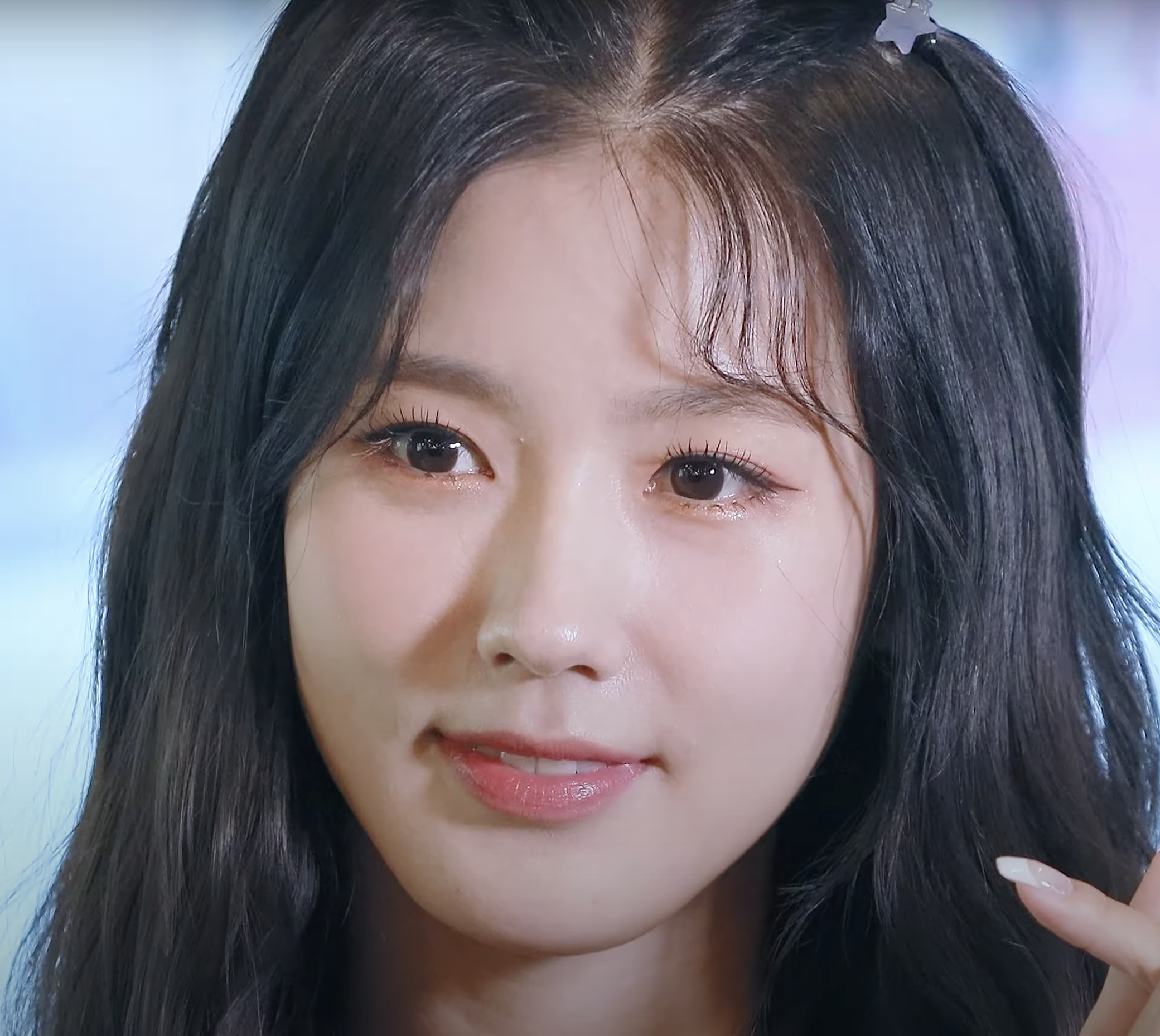
Мійон
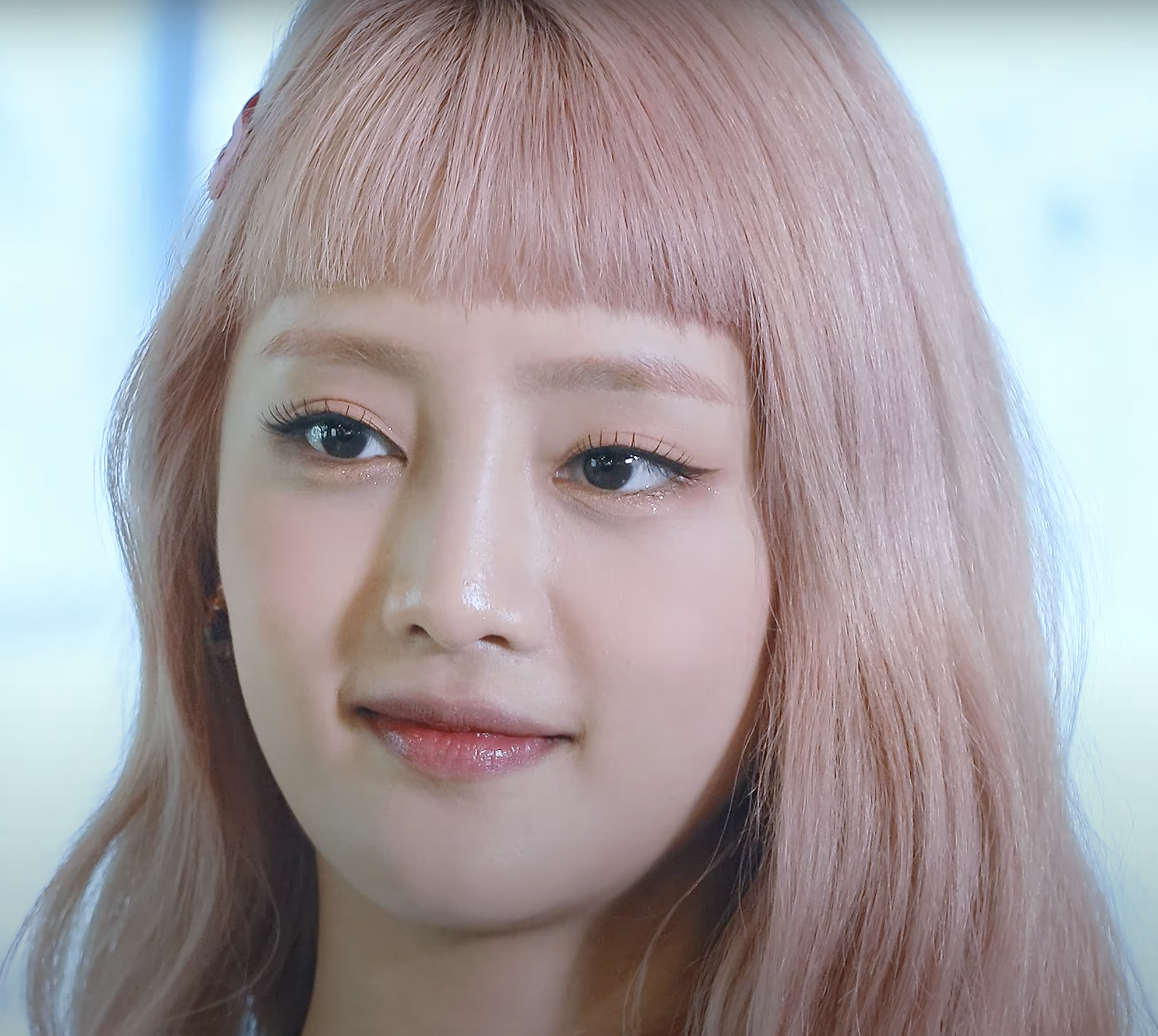
Мінні
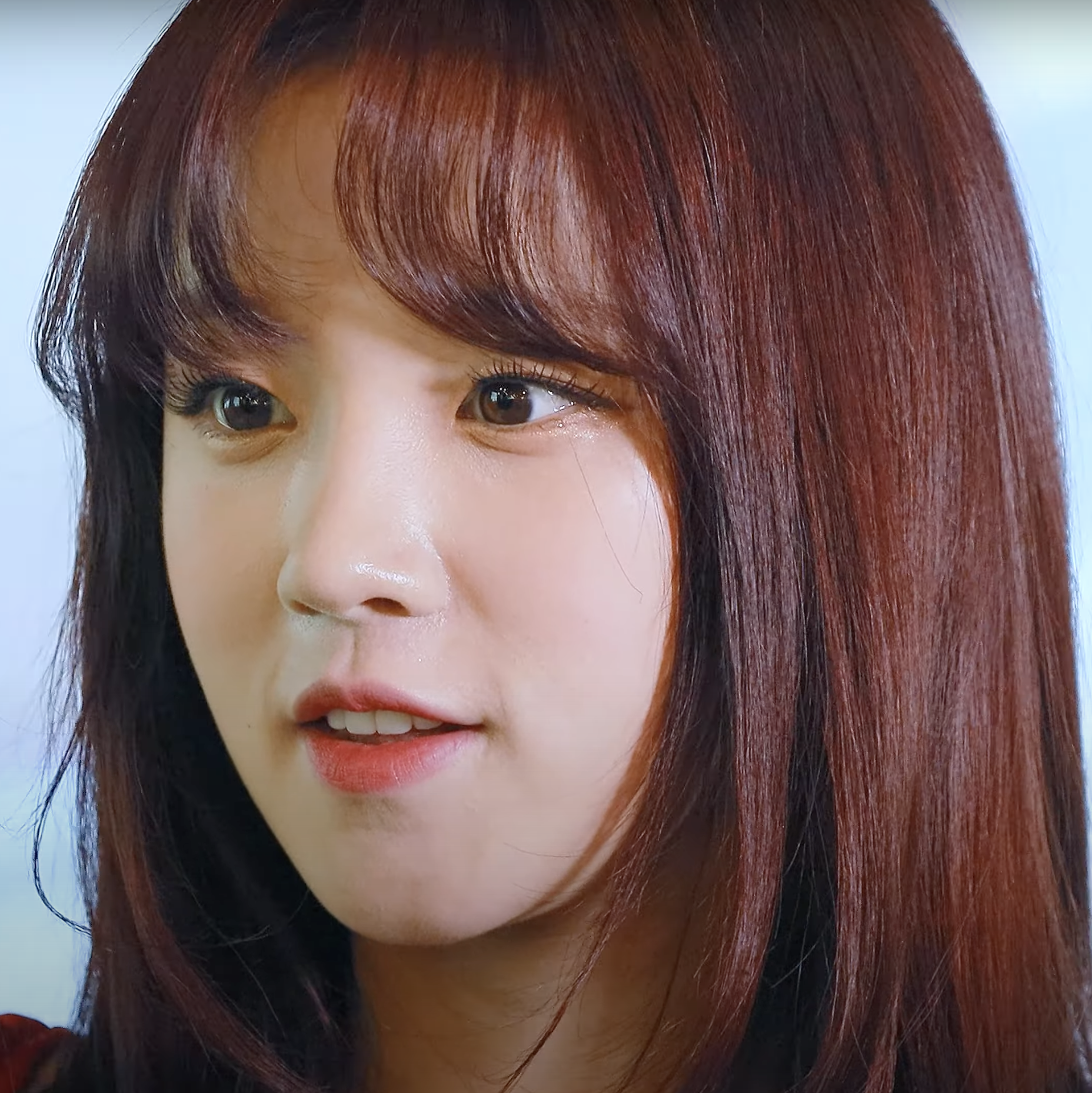
Юці
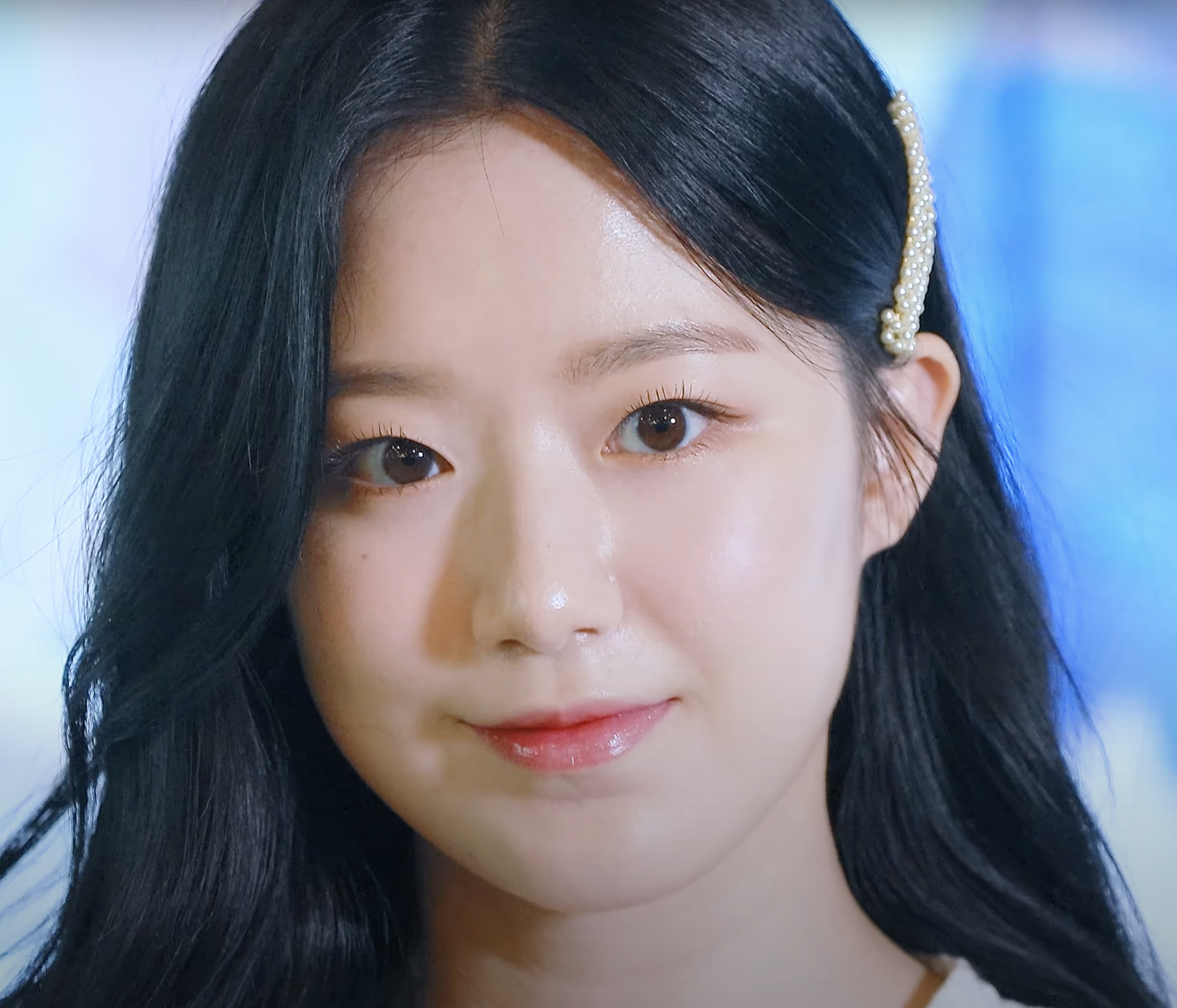
Шухуа

| Сценічний псевдонім | Сценічний псевдонім | Справжнє ім'я   | Справжнє ім'я      | Дата народження            | Позиція у гурті                                          |
| Українською         | Латиницею           | Українською     | Хан. / Тай. / Кит. | Дата народження            | Позиція у гурті                                          |
| ------------------- | ------------------- | --------------- | ------------------ | -------------------------- | -------------------------------------------------------- |
| Сойон               | Soyeon              | Чон Сойон       | 전소연             | 26 серпня 1998 (26 років)  | Лідерка, головна реперка, ведуча танцюристка, вокалістка |
| Мійон               | Miyeon              | Чо Мійон        | 조미연             | 31 січня 1997 (28 років)   | Головна вокалістка                                       |
| Мінні               | Minnie              | Ніша Йонтарарак | มินนี่ ณิชา ยนตรรักษ์    | 23 жовтня 1997 (27 років)  | Головна вокалістка                                       |
| Юці                 | Yuqi                | Сон Юці         | 宋雨琦             | 23 вересня 1999 (25 років) | Головна танцюристка, ведуча вокалістка, ведуча реперка   |
| Шухуа               | Shuhua              | Е Шухуа         | 葉舒華             | 6 січня 2000 (25 років)    | Вокалістка, макне                                        |
| Колишні учасниці    |                     |                 |                    |                            |                                                          |
| Суджин              | Soojin              | Со Суджин       | 서수진             | 9 березня 1998 (27 років)  | Головна танцюристка, реперка, вокалістка                 |

## Дискографія

### Корейські альбоми

#### Повноформатні альбоми
- I Never Die (2022)
- [2]  (2024)

#### Мініальбоми
- I Am (2018)
- I Made (2019)
- I Trust (2020)
- I Burn (2021)
- I Love (2022)
- I Feel (2023)
- I Sway (2024)

### Японські альбоми
- Latata (2019)
- Oh My God (2020)

### Англійські альбоми
- HEAT (2023)

## Концерти та тури

### Тури
- I-dle World Tour I-Land: Who Am I Tour (2020)
- Just Me ( )I-dle World Tour (2022)
- I Am Free-ty World Tour (2023)

### Участь у концертах
- United Cube — One (2018)[93]
- «U&Cube — Japan» (2019)[93]

## Фільмографія

### Телешоу
| Рік  | Назва                      | Прим.  |
| ---- | -------------------------- | ------ |
| 2019 | Queendom                   | [ 57 ] |
| 2020 | Life Co LTD (인생주식회사) | [ 94 ] |

### Вебшоу
| Рік         | Назва                                           | Нотатки                                        | Прим.           |
| ----------- | ----------------------------------------------- | ---------------------------------------------- | --------------- |
| 2018–донині | I-dle: I-Talk                                   | Вийшло 3 травня 2018                           |                 |
| 2018        | I-dle: Vlog in New York                         |                                                |                 |
| 2019        | To Neverland                                    | 6 епізодів для M2                              | [ 95 ] [ 96 ]   |
| 2019        | I-dle: Little but Certain Happiness (소확행)    | Вийшло 17 червня 2019                          |                 |
| 2020–донині | #HASHTALK                                       |                                                |                 |
| 2020        | I-dle: Secret Folder (유출금지)                 | Колаборація з 1theK                            | [ 97 ]          |
| 2020        | I-dle LIVE: 아이들라이브                        |                                                |                 |
| 2020        | I-dle X Star Road                               | Колаборація з Dispatch                         | [ 98 ]          |
| 2020        | Never Ending Neverland (네버엔딩 네버랜드)      | Вийшло 21 липня 2020                           | [ 99 ]          |
| 2020        | Idol Workshop (아이돌 워크숍)                   |                                                | [ 100 ]         |
| 2021        | Ssap-Dance                                      |                                                | [ 101 ]         |
| 2021        | K-Pop Evolution                                 |                                                | [ 102 ]         |
| 2022–донині | I-dle: I-Log                                    | Вийшло 5 травня 2022                           | [ 103 ]         |
| 2022        | I-dle GGULlog-zam ((여자)아이들 꿀로그잼)       |                                                | [ 101 ]         |
| 2022        | A Gift Box for I-dle ((여자)아이들 외 취급주의) | 5 епізодів для Amazon Prime Channel K та Seezn | [ 104 ]         |
| 2022        | Treatment of I-dle 2                            | Вийшло на Seezn                                | [ 105 ] [ 106 ] |
| 2022–донині | Just Me ( )I-dle                                | Виходить з 29 липня 2022                       | [ 107 ]         |

### Радіошоу
| Рік  | Назва          | Нотатки                | Прим.   |
| ---- | -------------- | ---------------------- | ------- |
| 2021 | Gossip Idle    | 5, 12 та 19 січня 2021 | [ 108 ] |
| 2021 | Not That Close | 5.02 MHz               | [ 109 ] |